# Doctorado (Francia)

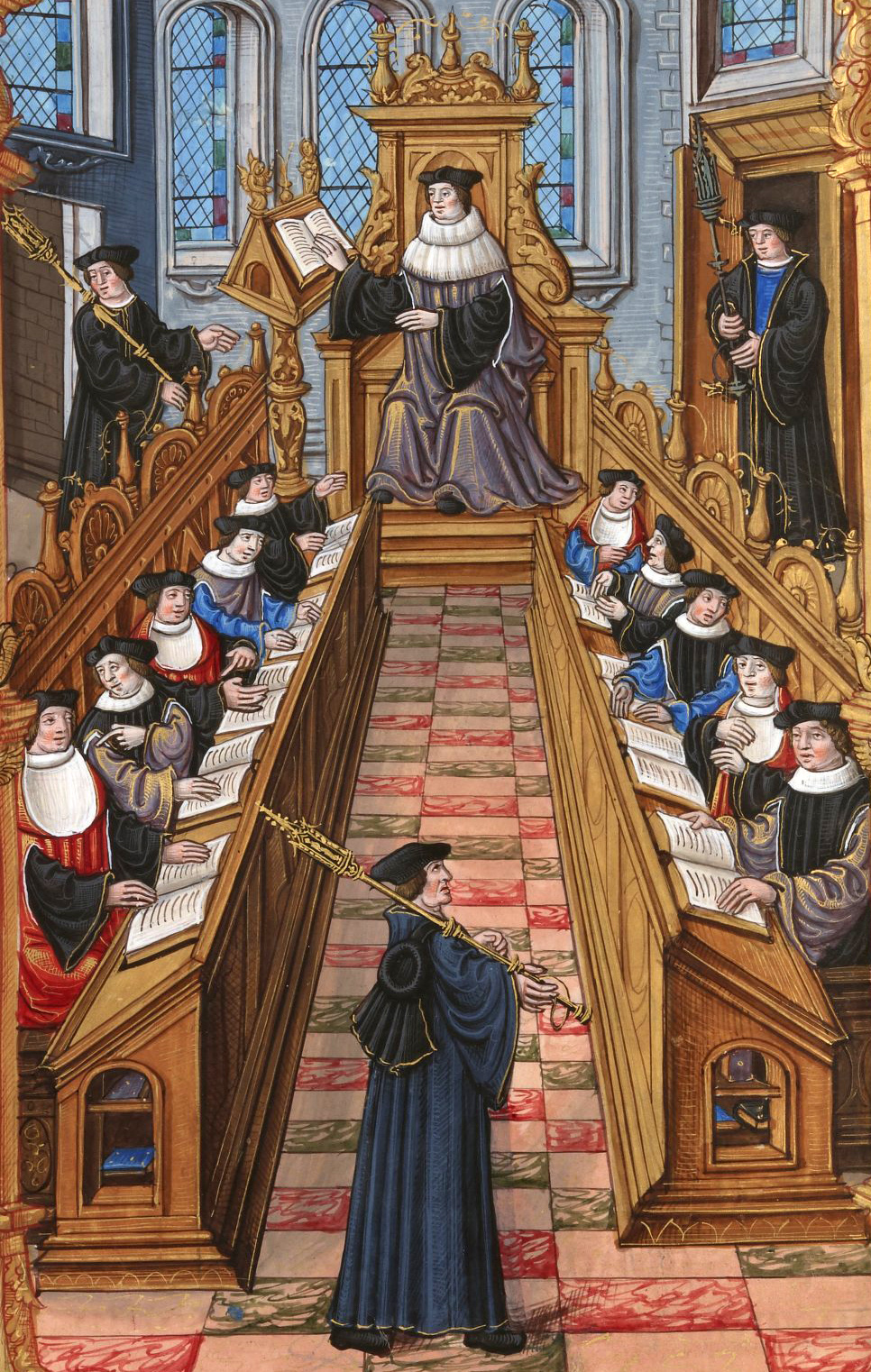
Reunión de doctores en la Universidad de París durante la Edad Media.

En Francia, el doctorado es el más elevado de los cuatro grados universitarios, corresponde al grado de doctor, y su obtención es certificada a través de un diploma nacional, el que puede ser expedido en nombre del Estado por las universidades o por otras establecimientos de enseñanza superior habilitados a estos efectos. El doctorado es conferido, en principio, después de tres años de estudios e investigación posteriores a la obtención de la maestría, y luego de la presentación y defensa de una tesis que necesariamente debe incluir trabajo científico original. La preparación del doctorado constituye el tercer ciclo de la enseñanza superior en Francia, que atestigua « formación para la investigación y la innovación» así como « un buen nivel en cuanto a experiencia profesional». El doctorado es el grado universitario generalmente necesario para ser lo que en Francia se llama maître de conférences (profesor titular universitario), así como también para ejercer como investigador en una institución pública.

## Historia

### Del Medioevo a la Revolución Francesa
Los primeros doctores datan del siglo XIII, con la aparición de la Universidad de París. Al principio, no había una neta diferencia entre el título de « docteur (doctor)» y el de « maître (maestro)», pues los dos eran atribuidos o asociados al fin de los estudios en una facultad. Poco a poco, los doctorados fueron otorgados en tres específicas disciplinas: Derecho, medicina, teología. En la Facultad de Artes, el título terminal de maître des arts (maestría universitaria en artes) se mantuvo. El doctorado es obtenido entonces poco tiempo después de la licenciatura, siguiendo una prueba o examen oral generalmente llamado vespérie. En esta época, el doctorado es principalmente un título protocolar, ya sea tanto para su otorgamiento como para su uso civil. En efecto, para obtener el mismo el estudiante en realidad no necesitaba una preparación especial, sino simplemente cumplir una serie de requisitos formales requeridos en la época. La duración o plazo para su obtención, sobre todo estaba determinado por el número reducido de títulos otorgados, así como por el rango o nivel obtenido por el candidato en oportunidad de la obtención de la licenciatura (la « mejor» puntuación en la licencia estaba primero en la lista para la obtención del doctorado). Y obteniendo el doctorado, el aspirante se integraba como miembro en su facultad.

#### Doctorado en teología
En la Facultad de Teología de París, el candidato al doctorado debe tener 35 años o más, y ser licenciado y sacerdote. Además, el mismo día debía defender dos tesis respectivamente llamadas: « expectative» y « vespérie». La tesis llamada "expectative" (expectativa) era defendida por un joven candidato, frente a dos bachilleres de segundo orden que discutían con el candidato, bajo la presidencia del gran-maestro supervisor de los estudios del candidato. La tesis llamada "vespérie" oponía el licenciado candidato a dos doctores en teología (magister regens y magister terminorum interpres); la presentación se terminaba con un discurso del gran-maestro de estudios. Al día siguiente, el candidato era recibido en la gran sala del arzobispado, y la ceremonia comenzaba por un discurso del canciller, al cual respondía el imperante, que prestaba juramento, recibiendo entonces el gorro de doctor. Acto seguido, el aspirante presidía una tesis llamada « aulique». Finalmente, el aspirante iba a Notre-Dame para prestar juramento. Acto seguido, también debía prestar juramento ante la asamblea de la facultad, como consecuencia de lo cual era inscrito en el registro de doctores. No obstante todo lo cumplido, y a efectos de ejercer ciertos derechos (sufragio, examinaciones, etc), debía defender una última tesis llamada « resumpte» (recapitulación de todos los tratados de teología, procedimiento que fue restablecido en 1676), lo que debía efectuarse en el término de seis meses.

#### Doctorado en Derecho
Alrededor de cinco años con posterioridad a la licenciatura, el aspirante al doctorado en Derecho debía presentar una tesis, con el objetivo de así finalmente lograr ser doctor en Derecho.

#### Doctorado en medicina
Después de la obtención de la licenciatura, el candidato al doctorado debía presentar y defender una tesis llamada "vespérie", la cual versaba sobre un asunto de medicina que le había sido propuesto por uno de los doctores; inmediatamente, el presidente pronunciaba un discurso, y al día siguiente se le confería el título de doctor.[cita requerida]
Para más tarde ser considerado doctor regente, era suficiente haber presidido una tesis de otro aspirante, con lo que se conseguía entonces el derecho de participar en las asambleas de la facultad.[cita requerida]

### Re-institucionalización de los doctorados en la época de Napoleón
Después de la Revolución Francesa, que suprimió las universidades, fue especialmente en las disciplinas Medicina y Derecho donde se restableció el doctorado, por intermedio de la ley del 19 ventôse año XI, es decir, el 10 de marzo de 1803 (para el caso de la medicina), y la ley del 22 ventôse año XII, es decir, el 13 de marzo de 1804 (para el caso del derecho, y en oportunidad de la creación de las Escuelas de Derecho).

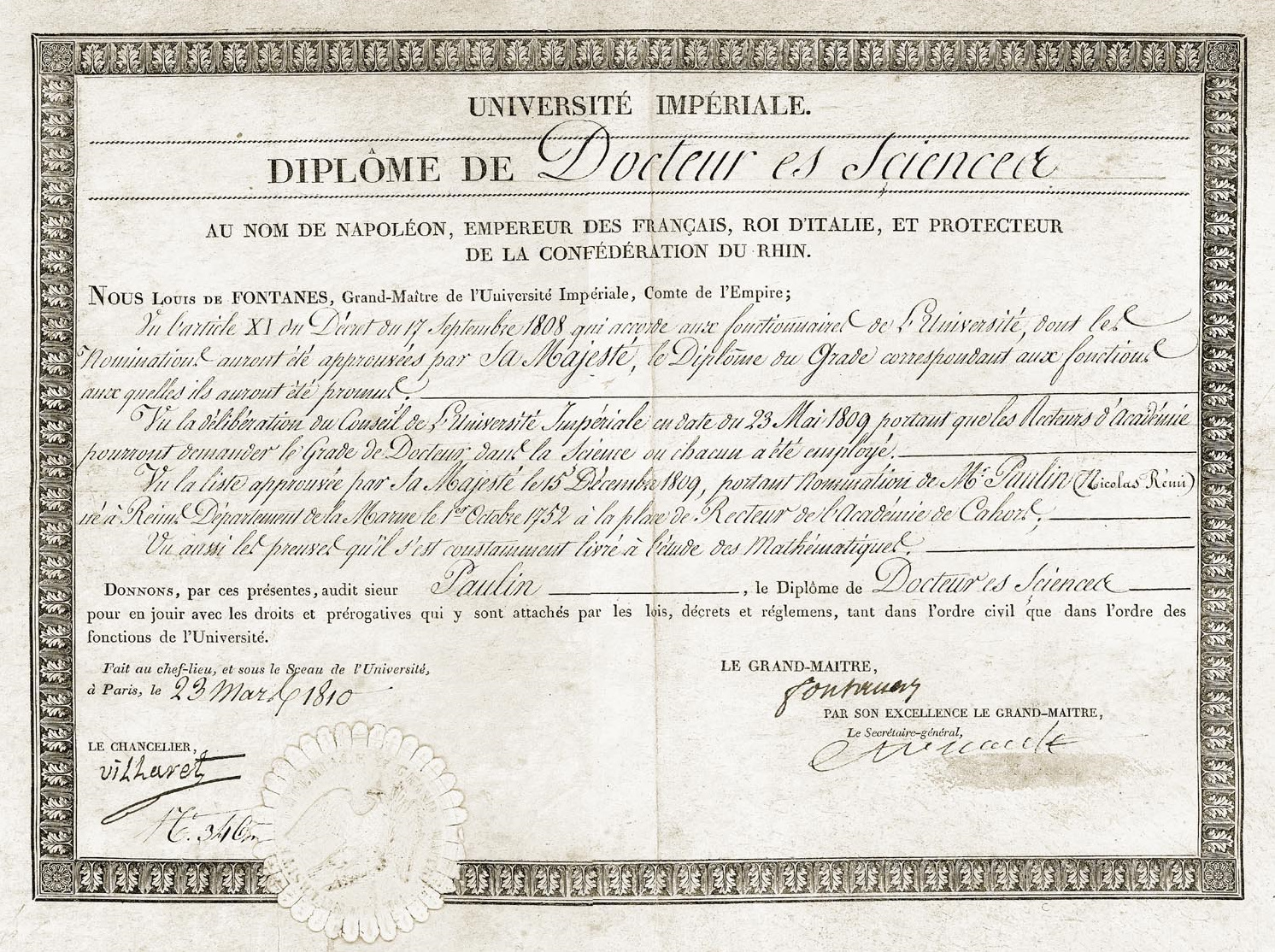
Diploma de doctor en ciencias fechado en 1810.

#### Título de ingeniero-doctor
En 1923 se crea el título de ingeniero-médico cuya preparación está abierto al titular de cierta ingeniero graduado de valores. El reglamento se modificó en 1931 y 1948. Luego se convirtió en un ingeniero de doctorado y modalidades se revisan de nuevo en 1966: el primer año se forma mediante la preparación de un grado detallado y el segundo año que conduce a la defensa de dos tesis, uno que involucran la ingeniería o la investigación científica aplicable y la otra sobre un tema elegido por el jurado y que le permita evaluar los conocimientos generales del candidato. El tiempo de preparación de la tesis de este diploma se incrementó a dos años en 1974.